# Bewakings- en opsporingsbrigade
De Bewakings- en opsporingsbrigade, vaak kortweg BOB genoemd, of in het Frans Brigade de Surveillance & de Recherche (BSR), was een onderdeel van de vroegere Belgische rijkswacht. De taken van deze dienst kwamen in zekere zin overeen met die van de Gerechtelijke Politie bij de Parketten. Na de inwerkingtreding van de wet van 7 december 1998 met betrekking tot de politiehervormingen, werden alle federale diensten, waaronder ook de rijkswacht en zijn BOB-afdeling, binnen de federale politiestructuur opgenomen. De toenmalige BOB ging op in de huidige Federale Gerechtelijke Politie (FGP).
In de Nederlandstalige media en zelfs in uittreksels van de Belgische Senaat werden voor deze dienst nog andere benamingen door elkaar gebruikt:
- Bijzondere opsporingsbrigade (BOB) / Brigade spéciale de recherche (BSR)[3]
- Belgische Opsporingsbrigade[4]